# Бакла
Бакла́ (укр. Бакла, крымскотат. Baqla, Бакъла, бакла — фасоль) — урочище в Бахчисарайском районе Крыма. Расположено на крутом южном склоне Внутренней гряды Крымских гор в 2,5 км от села Скалистого.

## Геология
Крутой откос куэсты состоит из пласта прочного мшанкового и залегающего поверх него нуммулитового известняка. Эти пласты имеют разную прочность и разрушаются с разной скоростью. Вследствие этого здесь хорошо выражены два карниза и терраса между ними. Формы выветривания известняка принимают оригинальные формы, а в известняках на крутых склонах куэсты можно увидеть раковины ископаемых устриц, морских ежей и других обитателей древнего моря, существовавшего здесь более 50 миллионов лет назад.
Из оригинальных форм выветривания примечателен 40 метровый сфинкс, ниже которого по склону ряды тысяч естественных углублений — ячей — образцов сотового выветривания горных пород.
Бакла привлекает посетителей обнажениями горных пород, ставших в 1984 г. объектом официальной экскурсии проходившего тогда в Крыму Международного геологического конгресса. Здесь проходят практику будущие геологи вузов России и Украины.

## Пещерный город Бакла
Приблизительно во второй половине III века на вершине Баклы было основано укреплённое поселение. В V — первой половине VI вв. здесь была сооружена первая линия его обороны, усиленная в VIII—IX столетиях. Стены защищали наиболее уязвимый южный пологий склон. В конце III — начале IV веков укрепление составляло единое целое с остальным посёлком, с южной стороны которого размещались хозяйственные постройки винодельного комплекса. В VI в. на месте винодельного комплекса построили замок. Его оборонительные сооружения были сложены из крупных блоков известняка на известковом растворе. Боевые пещеры находились под западным участком цитадели в двадцатиметровом обрыве. В некоторые из них вели люки, в другие — высеченные в скале лестницы. Здесь несли дозор и вели фланговый обстрел наступающего неприятеля лучники и пращники. Помещения хозяйственного и оборонительного назначения вырубались в мергелях и известняках мелового карниза куэсты. Замок был защищён рвом. Примыкающее к замку слобода и сельское поселение было не защищено стенами, что было характерно для феодальных комплексов средневековья. На месте сельского поселения часто находят обломки больших глиняных пифосов; в восточной части обнаружены остатки гончарной печи.
Сейчас на территории Баклы можно увидеть следы тесно стоящих двухэтажных домов и узеньких улиц, небольшого храма IX в., встроенного в комплекс жилых помещений, высеченные в скалах могилы, зерновые ямы, остатки виноградных давилен, кладок стен, остатки крепостной стены и башни, желоба для сбора воды, ступени, пещерную церковь, около 100 искусственных пещер, вырубленных в известняках и располагающихся в два яруса. Пещеры были хозяйственного и оборонительного назначения, население же жило в наземных постройках, которые не сохранились.
На западной окраине Баклы сохранились остатки большой церкви и четырёхугольных склепов, высеченных в скале. Это вероятно монастырь. В скалах вырублены полукруглые кельи с низкими коридорами, в стенах которых выдолблены ниши для светильников и лампад. Тут же находится грот с настенными рисунками: фигуры святых мучеников, кресты, силуэты храма, кораблей и рыб. Над этим церковным комплексом в выступе скалы находится очень небольшая пещерная церковь.

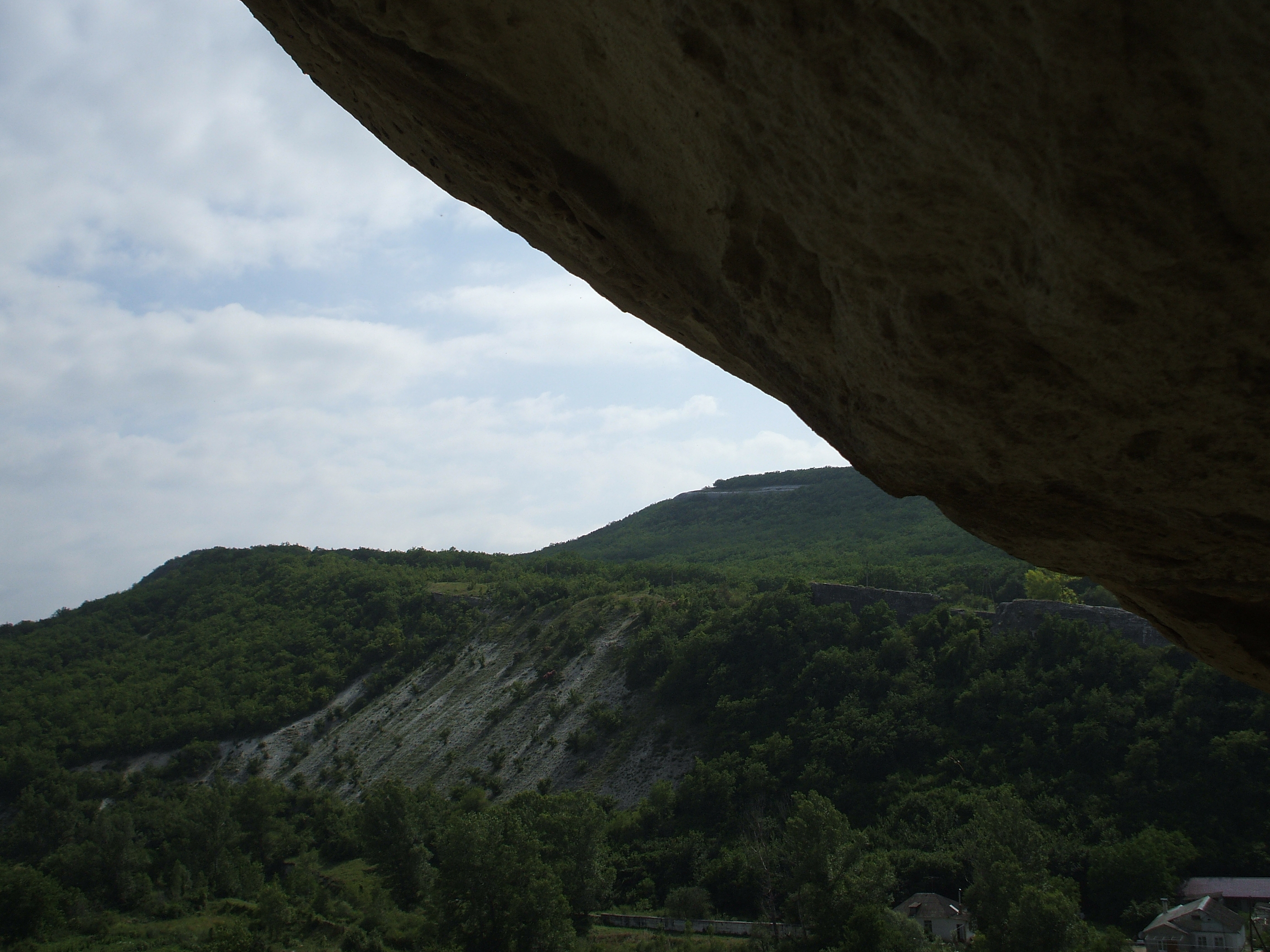
Шайтан-Коба место стоянки древнейшего человека

Недалеко от церкви, вниз по течению речушки Куба в 1970 году открыт некрополь V—IX веков. В результате раскопок исследовано свыше 800 погребальных сооружений, в основном склепов, в которых хоронили с IV по XI век н. э. В Бахчисарайском музее представлены вещи из захоронений: византийские поясная пряжка и браслет, две фибулы (скреплявшиеся на груди цепочкой), кольца, кресты, посуда из керамики и стекла.
В. Е. Рудаков охарактеризовал Баклинский комплекс как торгово-ремесленный, военно-оборонительный, политико-административный и идеологический центр ближайшей округи и назвал его малым городским центром средневекового периода юго-западной Таврики. Основание первоначального поселения он относил к III—IV векам. Д. Л. Талис считал, что в позднем средневековье Баклинское городище было феодальным центром. На пифосах (глиняных сосудах) Баклинского городища встречается знак в виде перевëрнутого трезубца, который трактуется как салтовский. На посаде Баклинского городища выявлены материалы, которые можно связать с салтово-маяцкой культурой. Некоторые исследователи раннесредневековой Таврики до недавнего времени не соглашались с применением термина «салтово-маяцкая культура» к крымским памятникам VII—X веков и выдвигали другой термин — «северопричерноморская культура». Богуш-Сестранцевич в «Истории о Таврии» 1806 года упоминает грческие надписи и фрески на некоторых стенах пещерной церкви.  Евгений Марков в 1970-х годах росписи и надписи уже не видел. 
В долине напротив Баклы открыты остатки трёх храмов. Самый ранний возведён в VIII—IX веках. В X—XI вв. был сооружён крестообразный в сечении храм, от которого сохранились обломки арочного портала и фрагменты фриза византийского стиля. В XII—XIII вв. на месте храма был возведён другой, более простой.
Городище погибло под ударами татарского войска золотоордынского беклярбека Ногая в 1299 году.
Бакла впервые изучалась сотрудниками Крымского краеведческого музея в 1929 году, с 1961 года его изучением занимался Государственный Исторический музей.
В постсоветское время Бакла и окрестные некрополи подвергаются разграблению «черными археологами».

## Галерея

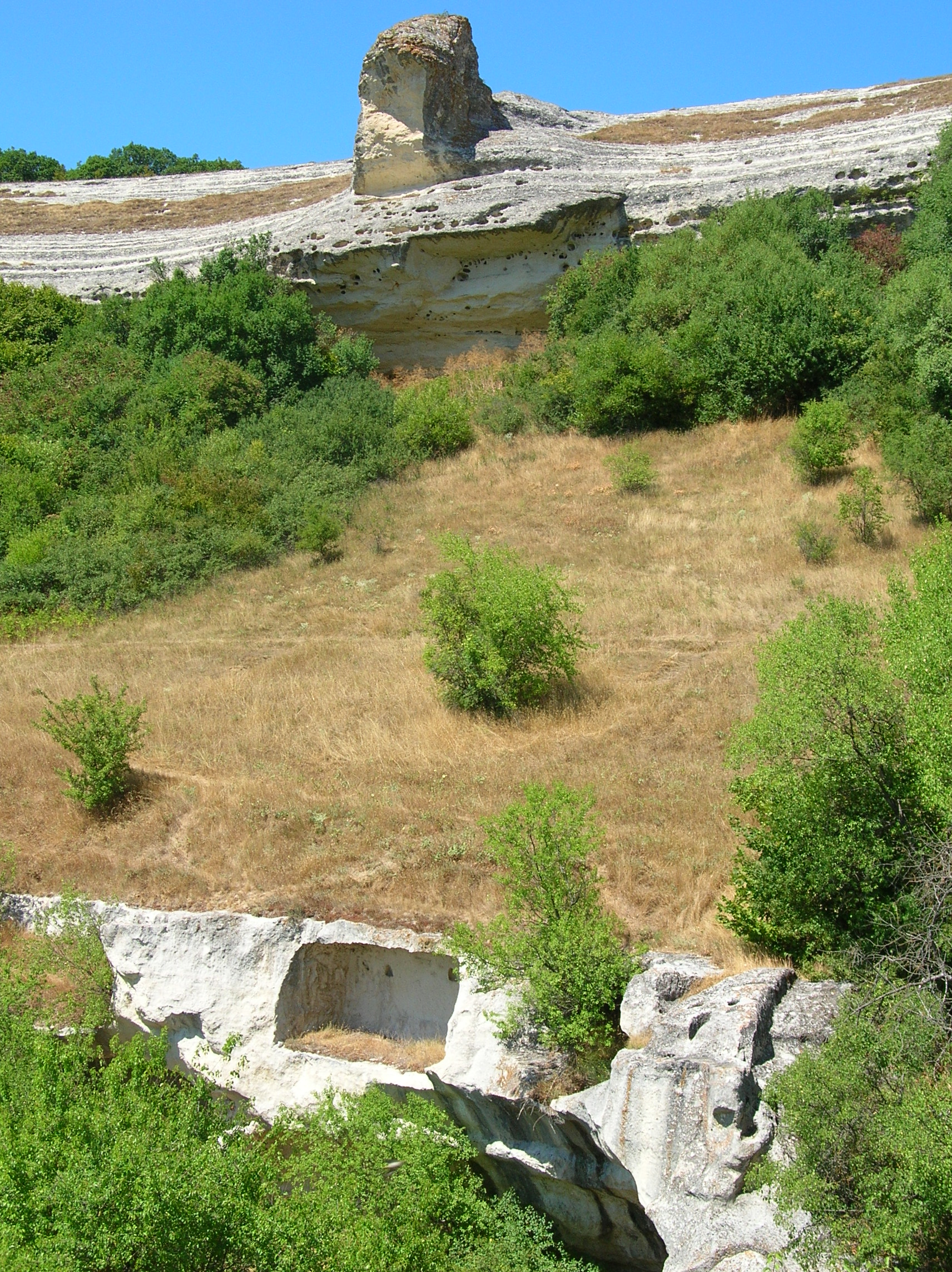
Пещеры комплекса подвержены эрозионному выветриванию
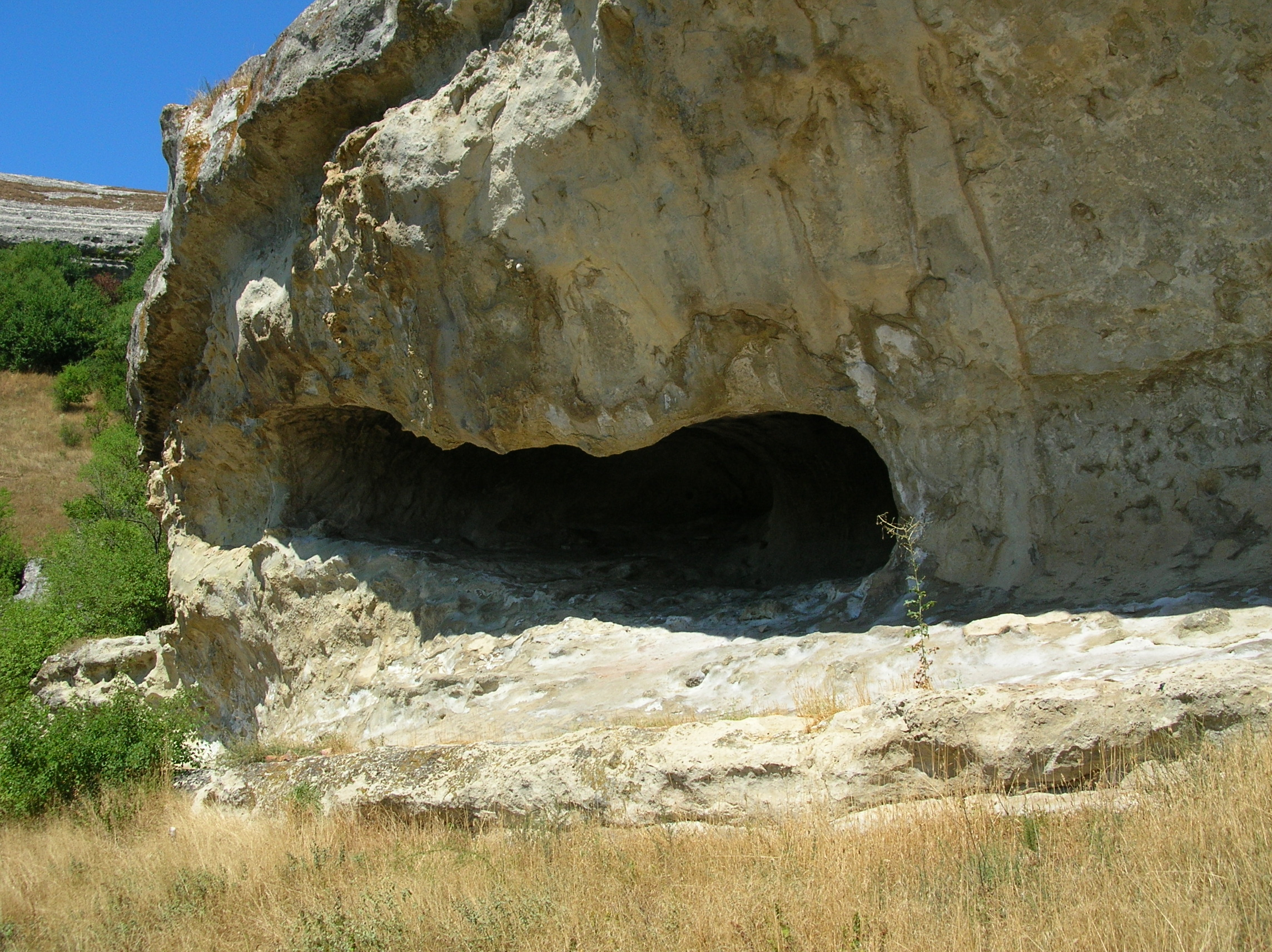
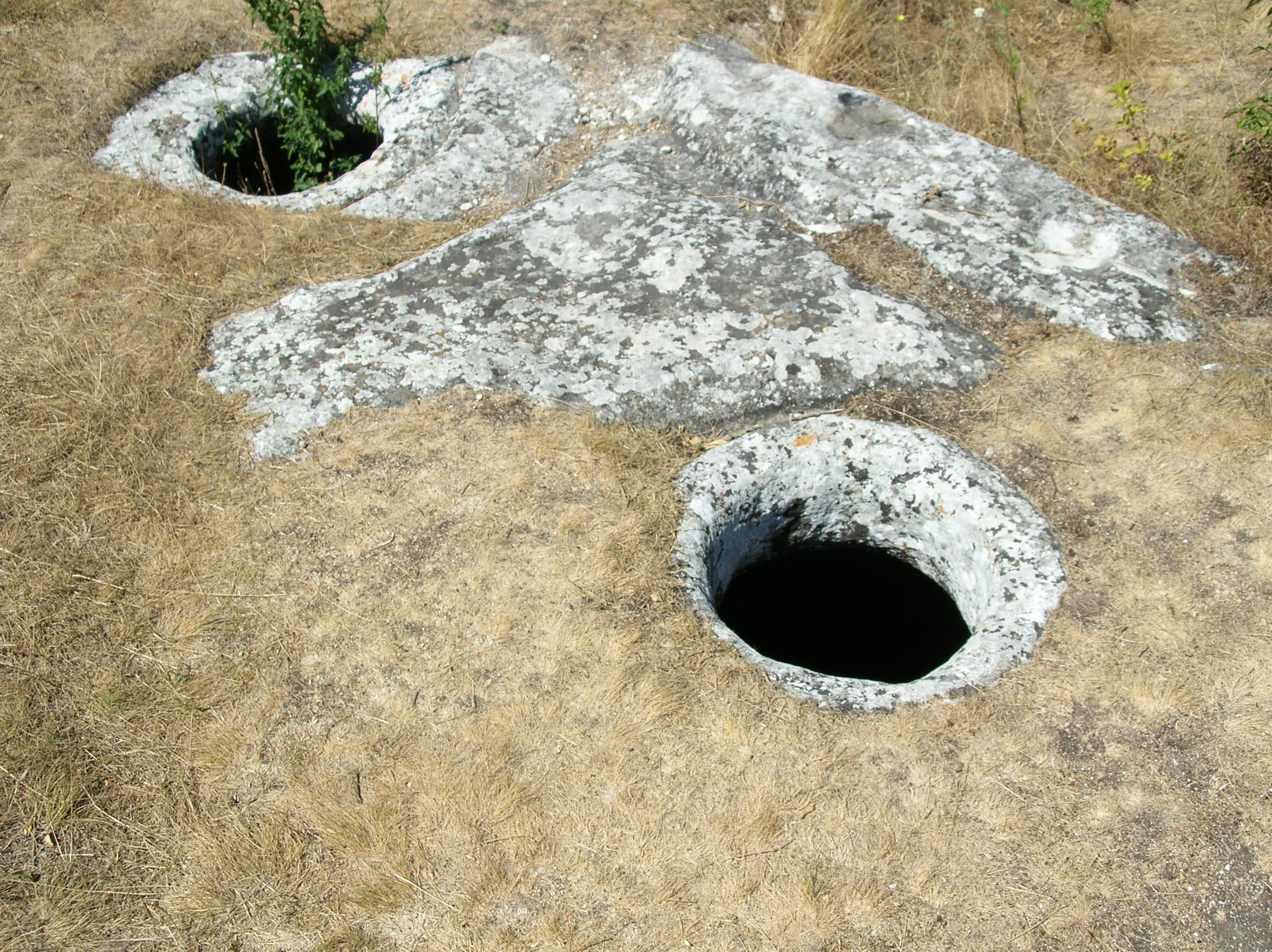
Зерновые ямы
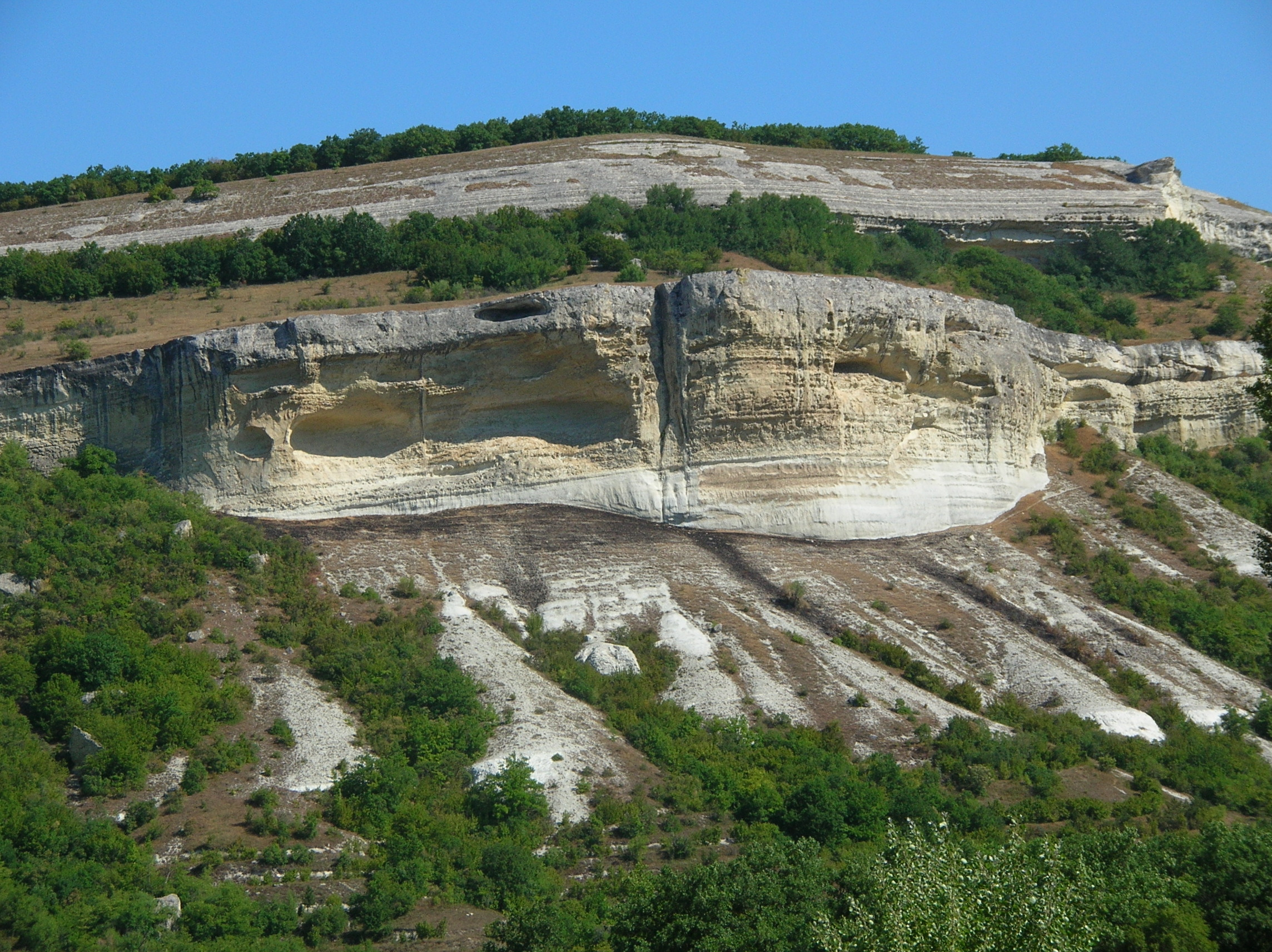
Куэсты Внутренней гряды в районе городища
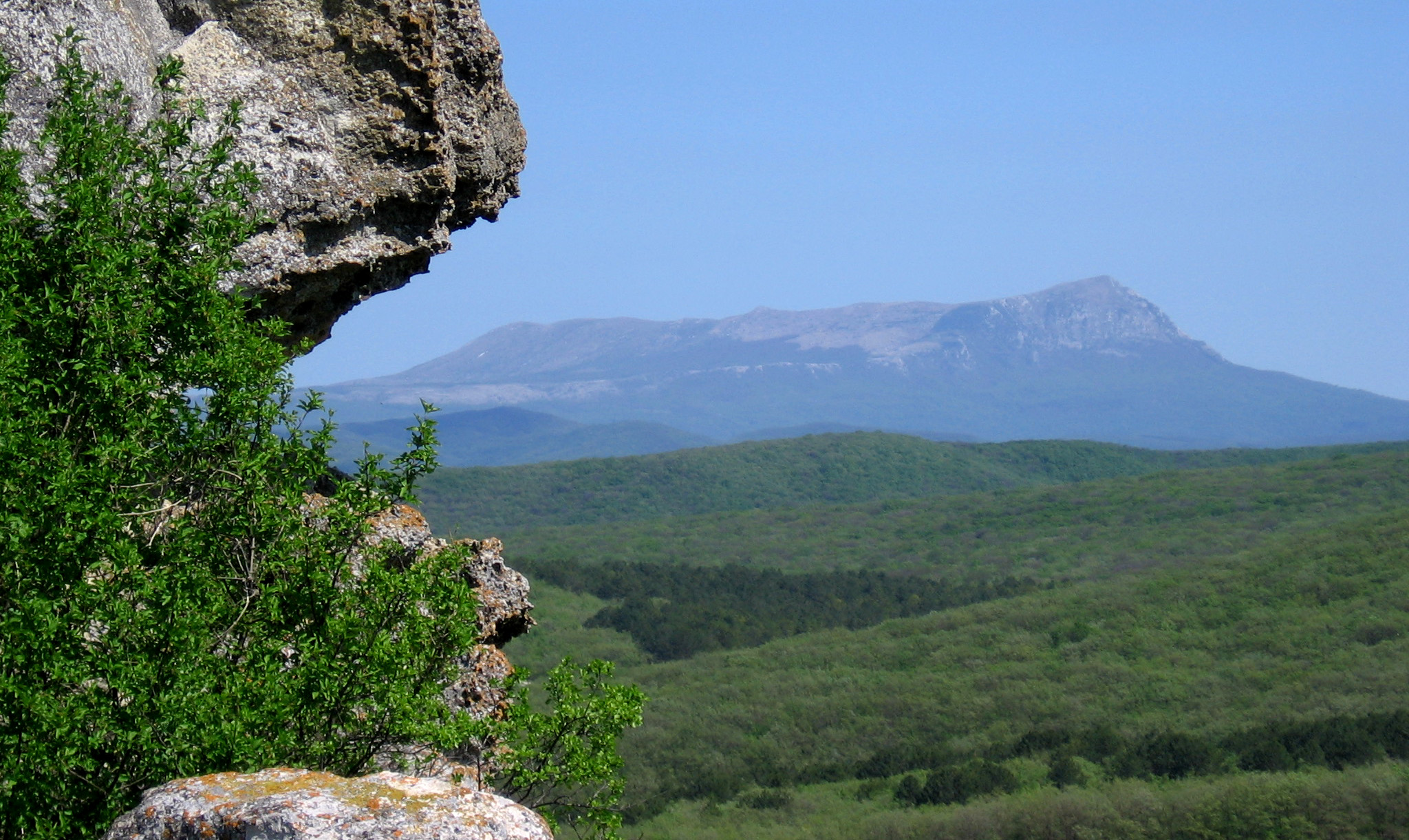
Вид на Чатыр-Даг с Баклы.